# Buccino
Buccino é uma comuna italiana da região da Campania, província de Salerno, com cerca de 4.792 habitantes (2019). Estende-se por uma área de 65 km², tendo uma densidade populacional de 72 hab/km². Faz fronteira com Auletta, Colliano, Palomonte, Romagnano al Monte, Salvitelle, San Gregorio Magno, Sicignano degli Alburni.

## Demografia
| Variação demográfica do município entre 1861 e 2011                               |
|                                                                                   |
| Fonte: Istituto Nazionale di Statistica (ISTAT) - Elaboração gráfica da Wikipedia |